# إيرينا رامياليسون
إيرينا رامياليسون (بالفرنسية: Irina Ramialison) مواليد 9 يونيو 1991 في رين، هي لاعبة كرة مضرب فرنسية تلعب باليد اليمنى. أعلى تصنيف لها في الفردي كان المركز الـ 243 في سنة 2014. أعلى تصنيف لها في الزوجي كان المركز الـ 196 في سنة 2014.

## النهائيات

### الفردي
| الحصيلة | الرقم | التاريخ        | الدورة                            | الأرضية | المنافس          | النتيجة            |
| ------- | ----- | -------------- | --------------------------------- | ------- | ---------------- | ------------------ |
| الفوز   | 1.    | 6 أكتوبر 2009  | ليس فرانكويسيس ديل فاليس، إسبانيا | صلبة    | سيندي شالا       | 3–6, 6–4, 6–4      |
| الفوز   | 2.    | 19 أكتوبر 2009 | بريتوريا، جنوب أفريقيا            | صلبة    | بيا سومالينين    | 7–5, 6–2           |
| الوصافة | 1.    | 13 أغسطس 2012  | وستند، بلجيكا                     | صلبة    | دنيز كازانيوك    | 4–6, 6–2, 6–7(5–7) |
| الفوز   | 3.    | 18 ديسمبر 2012 | أنطاليا، تركيا                    | ترابية  | إيزابيلا شنيكوفا | 6–1, 2–6, 6–0      |

## روابط خارجية
- إيرينا رامياليسون على موقع رابطة محترفات التنس (الإنجليزية)
- إيرينا رامياليسون على موقع الاتحاد الدولي لكرة المضرب (الإنجليزية)
- إيرينا رامياليسون على موقع خلاصة التنس.كوم (الإنجليزية)
- إيرينا رامياليسون على موقع إي إس بي إن.كوم (الإنجليزية)